# 頭紋新平鮋
頭紋新平鮋，為輻鰭魚綱鮋形目鮋亞目新平鮋科的其中一種，為亞熱帶海水魚，分布於西太平洋新喀里多尼亞南部海域，棲息深度330公尺，體長可達15.6公分，棲息在底層水域，生活習性不明。

## 扩展阅读
維基物種上的相關：頭紋新平鮋